# Taras (nome)
Taras (in cirillico: Тарас) è un nome proprio di persona russo e ucraino maschile.

## Origine e diffusione

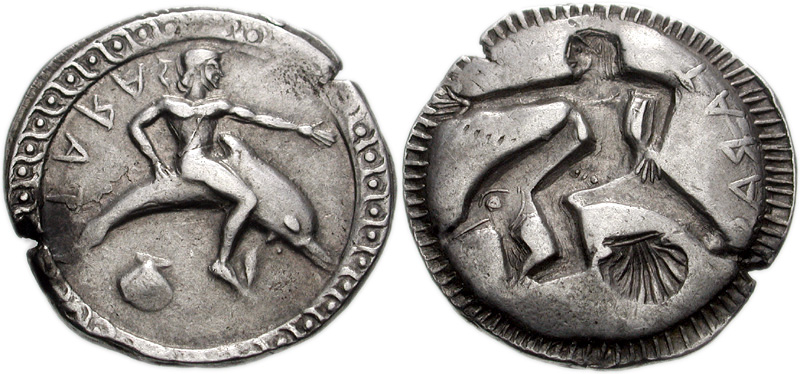
Taras raffigurato su una moneta antica

È una ripresa del nome greco antico Ταρας (Taras), di tradizione classica: nella mitologia greca, infatti, Taras era un figlio di Poseidone, al quale deve il nome la città di Taranto.
Etimologicamente, il nome greco è di origine incerta; potrebbe derivare da ταράσσω (taràsso), che vuol dire "turbare", "sconvolgere". Alcune fonti, invece, considerano Тарас una forma slava di Tarasio.

## Onomastico
L'onomastico può essere festeggiato il primo di novembre, festa di Ognissanti, non essendovi santi con questo nome che è quindi adespota.

## Persone
- Taras Burlak, calciatore russo

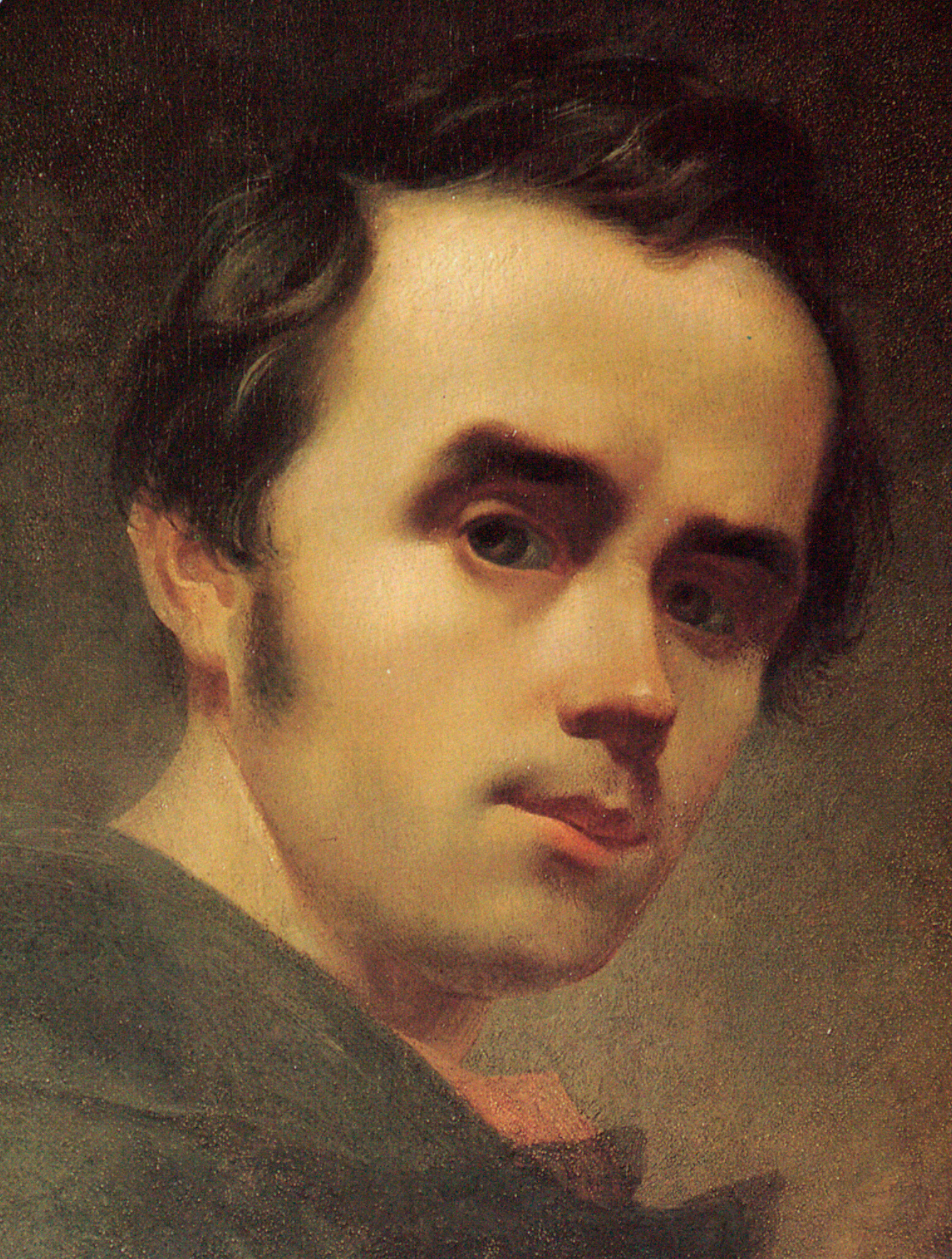
Taras Ševčenko

- Taras Chtej, pallavolista ucraino naturalizzato russo
- Taras Mychalyk, calciatore ucraino
- Taras Petrivs'kyj, calciatore ucraino
- Taras Šelestjuk, pugile ucraino
- Taras Ševčenko, poeta, scrittore e umanista ucraino
- Taras Stepanenko, calciatore ucraino
- Taras Vonyarkha, giocatore di calcio a 5 ucraino

## Il nome nelle arti
- Taras Bul'ba è un personaggio dell'omonimo racconto scritto da Nikolaj Vasil'evič Gogol'.